# Capo di Ponte
Capo di Ponte é uma comuna italiana da região da Lombardia, província de Bréscia, com cerca de 2.429 habitantes. Estende-se por uma área de 18 km², tendo uma densidade populacional de 135 hab/km². Faz fronteira com Cedegolo, Ceto, Cimbergo, Ono San Pietro, Paisco Loveno, Paspardo, Sellero.

## Demografia
| Variação demográfica do município entre 1861 e 2011                               |
|                                                                                   |
| Fonte: Istituto Nazionale di Statistica (ISTAT) - Elaboração gráfica da Wikipedia |